# North Caicos
North Caicos ist die zweitgrößte Insel der im Atlantischen Ozean gelegenen Caicos-Inseln und gehört zum britischen Überseegebiet der Turks- und Caicosinseln.
Sie ist von den benachbarten Inseln Parrot Cay und Middle Caicos nur durch schmale Meeresarme getrennt. Die Landfläche von North Caicos beträgt 116 km². Die Insel wird durch den Flamingo Lake, einen 5 km langen und zwischenzeitlich bei Flut zum Meer offenen Brackwassersee, in zwei nahezu gleich große Halbinseln geteilt, welche dann nur noch durch eine knapp einen Kilometer breite Landenge im Norden verbunden sind.
An der Ostküste der südlichen Halbinsel liegen der Hauptort Bottle Creek sowie der North Caicos Airport. Auf der nördlichen Halbinsel befinden sich die Dörfer Whitby/Kew und Sandy Point. Auf North Caicos wohnen heute (Stand 2012) 1312 Menschen und damit geringfügig weniger als beim vorherigen Zensus 2001 (1347 Einwohner).